# Start
Start var et dansk pladeselskab der blev grundlagt i 1994 af producer og manager Poul Martin Bonde. Selskabets første udgivelse var debutalbummmet Travelogue af rockbandet Kashmir. Start blev senere solgt til Sony Music Entertainment i Danmark.